# Astrakan

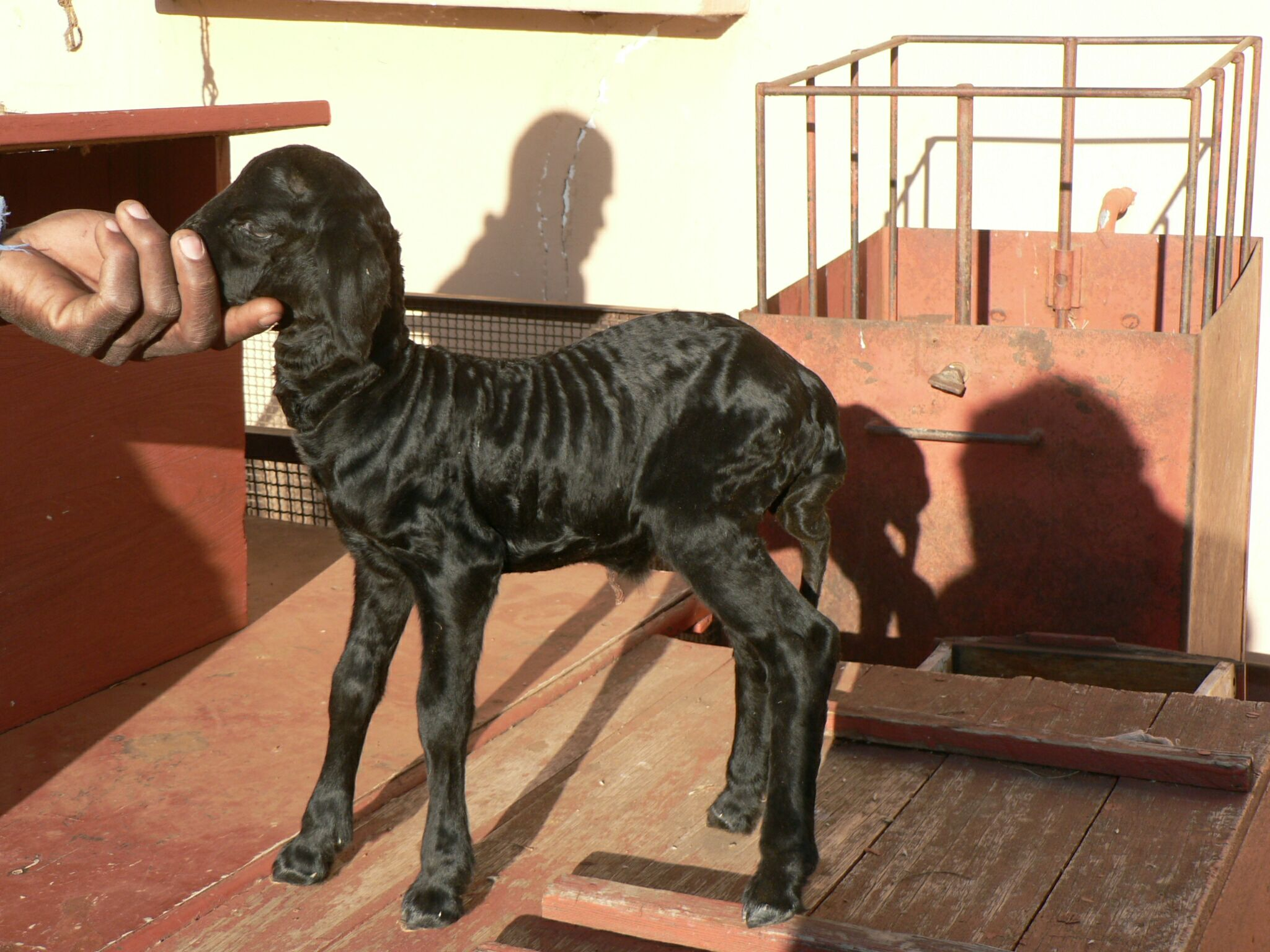
Un agnello Karakul dalla Namibia

L'astrakan o astracan (in entrambe le grafie, AFI: /ˈastrakan/ o /astraˈkan/) è una pelliccia che si ottiene con le pelli del karakul, una pecora nera originaria dell'Asia centrale. Caratteristica di questa pecora, oltre al vello nero, è il pelo corto e lucido.
Il nome viene dalla città di Astrachan', in Russia.
Il primo importatore e allevatore italiano delle pecore karakul fu Enea Venturi.